# On Through the Night
| Recensione    | Giudizio   |
| ------------- | ---------- |
| AllMusic      |            |
| Sputnikmusic  |            |
| Rolling Stone | favorevole |

On Through the Night è il primo album in studio del gruppo musicale britannico Def Leppard, pubblicato il 14 marzo 1980 dalla Mercury Records.
Si posizionò alla numero 51 della Billboard 200 negli Stati Uniti e alla numero 15 della Official Albums Chart nel Regno Unito.
L'album contiene versioni ri-registrate di Rocks Off e Overture, tracce prese da The Def Leppard E.P., il primo lavoro prodotto indipendentemente dalla band. L'album è stato certificato disco di platino negli Stati Uniti il 9 maggio 1989.
Nella sesta traccia dell'album, When the Walls Came Tumbling Down, può essere ascoltata la voce di Dave Cousins, leader degli Strawbs. Cousins non presta alcuna armonia vocale, ma legge semplicemente un racconto malinconico che funge da intro della traccia. La sua voce si presta bene allo stato d'animo del verso.
Wasted, Rock Brigade (insieme a When the Walls Came Tumbling Down) e Hello America sono stati pubblicati come singoli. Tuttavia, la versione di Wasted che appare sul singolo è una registrazione diversa da quella dell'album, così come il suo lato B, Hello America. L'album è stato prodotto da Tom Allom.

## Accoglienza
Il primo album dei Def Leppard è stato accolto positivamente. Steve Huey di AllMusic ha osservato come On Through the Night li abbia posti come "uno dei gruppi protagonisti della New Wave of British Heavy Metal". Ha anche definito l'album come "una collezione di inni hard rock di classe operaia, impreziositi da grandi ganci scintillanti di glam rock". Ha poi però aggiunto che "può accusare la mancanza della produzione dettagliata e del songwriting più 'pop-oriented' degli album successivi", ma ha concluso sostenendo che "alcuni fan dei Leppard preferiscono questo sound". Un membro del personale di Sputnikmusic ha osservato come "l'immagine di uomini comuni della classe media" del movimento NWOBHM abbia "in parte contribuito a rendere i Def Leppard uno dei [suoi] leader". Ha anche affermato che l'ambizione della band "non avrebbe mai permesso [loro] di essere etichettati in un solo genere", ma ha concluso che l'album "può essere classificato in più categorie, in quanto gli elementi più superficiali che si appellano al mainstream possono inizialmente distrarre alcuni ascoltatori da ciò che è in realtà una performance incredibilmente stretta, musicalmente e vocalmente". David Fricke di Rolling Stone ha giudicato favorevolmente l'album, spiegando che il gruppo "non solo ha avuto rispetto per gli 'anziani', ma ha anche preso spunto dai suoi coetanei New Wave". Ha anche lodato l'affiatamento dei chitarristi Pete Willis e Steve Clark e la performance vocale del cantante Joe Elliott. Ha concluso definendo l'album come "terribilmente impressionante per una band al debutto su disco".

## Tracce
1. Rock Brigade – 3:09 (Rick Savage, Steve Clark, Joe Elliott)
2. Hello America – 3:28 (Savage, Clark, Elliott)
3. Sorrow Is a Woman – 3:55 (Savage, Clark, Pete Willis, Elliott)
4. It Could Be You – 2:34 (Willis, Elliott)
5. Satellite – 4:28 (Willis, Elliott)
6. When the Walls Came Tumbling Down – 4:45 (Clark, Elliott, Andrew Smith)
7. Wasted – 3:45 (Clark, Elliott)
8. Rocks Off – 3:44 (Willis, Savage, Clark, Elliott)
9. It Don't Matter – 3:21 (Willis, Elliott, Clark)
10. Answer to the Master – 3:14 (Willis, Elliott, Clark)
11. Overture – 7:44 (Savage, Clark, Willis, Elliott)

## Formazione
Gruppo
- Joe Elliott – voce
- Steve Clark – chitarra solista
- Pete Willis – chitarra ritmica
- Rick Savage – basso
- Rick Allen – batteria

Altri musicisti
- Chris M. Hughes – sintetizzatore in Hello America
- Dave Cousins – voce in When the Walls Came Tumbling Down

Produttori
- Tom Allom – produzione
- Louis "Snook" Austin – ingegneria del suono
- Dick Plant – ingegneria acustica